# Rebecca Cavalcanti Barbosa Silva
Rebecca Cavalcanti Barbosa Silva (* 23. April 1993 in Fortaleza) ist eine brasilianische Beachvolleyballspielerin.

## Karriere
Rebecca Silva belegte 2010 bei der U19-Weltmeisterschaft in Porto mit Juliana Paula Simões Platz vier und 2011 bei der U21-Weltmeisterschaft in Halifax mit Carolina Horta Máximo Platz neun. 2012 wurde sie in Halifax mit Drussyla Costa U21-Vizeweltmeisterin. 2013 gewann sie mit Lili Maestrini zwei Turniere der Continental Tour. 2014 und Anfang 2015 spielte Rebecca vorwiegend auf der nationalen Tour erneut mit Lili Maestrini. Außerdem belegten die Brasilianerinnen bei den Paraná Open Platz drei. 2016 erreichten Rebecca/Maestrini bei den Fortaleza Open erneut Platz drei.
Von 2017 bis 2021 war Ana Patrícia Ramos Rebeccas Partnerin. Zunächst starteten die beiden Brasilianerinnen vorwiegend auf nationalen Turnieren, seit 2018 aber auch auf der World Tour. Sie gewannen hier das 3-Sterne-Turnier in Qinzhou und belegten bei den 4-Sterne-Turnieren in Yangzhou und Las Vegas die Platze zwei und vier. Anfang 2019 gewann Rebecca mit Ana Patrícia die 4-Sterne-Turniere in Den Haag und Xiamen. Im weiteren Saisonverlauf hatten Rebecca/Ana Patrícia ausschließlich Top-Ten-Platzierungen und wurden Ende Oktober vorzeitig für die Olympischen Spiele 2020 in Tokio nominiert. Hier erreichten sie 2021 als Dritte ihrer Vorrundengruppe das Achtelfinale, in dem sie gegen die Chinesinnen Wang/Xia gewannen. Im Viertelfinale schieden sie gegen die Schweizerinnen Heidrich/Vergé-Dépré aus.
Von Ende 2021 bis August 2022 bildete Rebecca ein Duo mit Talita Antunes. Bei den Elite16-Turnieren der neugeschaffenen World Beach Pro Tour 2022 erreichten Rebecca/Talita in Rosarito Platz drei und in Ostrava Platz zwei. Bei der Weltmeisterschaft in Rom erreichten sie als Siegerinnen ihrer Vorrundengruppe die Hauptrunde. Hier gewannen sie gegen ihre Landsfrauen Taiana Lima und Hegeile Almeida, schieden allerdings anschließend im Achtelfinale gegen die Kanadierinnen Sarah Pavan und Melissa Humana-Paredes aus.
Von 2023 bis 2024 spielte Rebecca an der Seite von Ágatha Bednarczuk. Auf der World Beach Pro Tour hatten Ágatha/Rebecca zahlreiche Top-Ten-Platzierungen, darunter ein Sieg beim Challenge-Turnier in Chiang Mai. Bei der Weltmeisterschaft in Tlaxcala erreichten sie Platz neun. Die beiden erreichten im Juli der folgenden Saison in Gstaad zum ersten Mal gemeinsam die Vorschlussrunde bei einem Elite16. Dieses Resultat konnten sie beim gleichwertigen Wettbewerb in Wien wiederholen. Ágatha erklärte zum Jahresende 2024 das Ende ihrer Karriere.
2025 bilden Rebecca und Carol ein Duo. Nach dem Ausscheiden im Achtelfinale beim ersten Turnier des Jahres siegten die Brasilianerinnen beim ersten Elite16 der Saison in Quintana Roo.